# White Fawn’s Devotion: A Play Acted by a Tribe of Red Indians in America
White Fawn’s Devotion: A Play Acted by a Tribe of Red Indians in America ist ein US-amerikanischer Drama-Kurz-Stummfilm aus dem Jahr 1910. Teilweise wird angenommen, dass Lillian St. Cyr (auch bekannt als Red Wing), Frau des Regisseurs Young Deer, die Hauptrolle der „White Fawn“ spielt. Diese entspricht jedoch nicht der Beschreibung St. Cyrs. Der Film wurde in New Jersey mit 24 Bildern pro Sekunde gedreht.
White Fawn’s Devotion ist der älteste erhaltene Film, bei dem ein amerikanischer Ureinwohner Regie führte.  Er gehört zu den ersten in Amerika gedrehten Filmen des französischen Produktionsunternehmens Pathé. Ein Filmkritiker des New York Dramatic Mirror schrieb, dass der Film „sich als interessant erweist, wenn wir die Umgebung von New Jersey ausblenden können“ und merkte an, dass „nicht ganz klar ist, woher dieses Interesse kommt oder woraus es besteht“.
2008 wurde der Film als „kulturell, historisch oder ästhetisch bedeutend“ in das National Film Registry der Vereinigten Staaten aufgenommen.

## Handlung
Als ein Siedler in Dakota erfährt, dass er ein großes Vermögen erben soll, ist seine indianische Frau White Fawn verärgert. Sie glaubt, dass sie ihren Ehemann verlieren wird, wenn er in den Osten zurückkehrt und ersticht sich mit einem Messer. Ihr Ehemann findet sie, entfernt das Messer und wird von seiner Tochter mit dem Messer in der Hand und der toten Mutter gesehen. Das Mädchen glaubt, dass ihr Vater den Mord begangen hat und alarmiert ein nahegelegenes Indianerdorf. Mehrere Indianer verfolgen den Siedler. Als der Siedler gefangen wird, wollen die Indianer ihn töten, jedoch ersteht White Fawn auf wundersame Weise wieder auf und informiert die Indianer über die Wahrheit. Das Ende, an dem ein interrassisches Paar zusammenkommt, war zur Zeit der damaligen Filmproduktion selten.

## Produktion
James Young Deer (auch bekannt als J. Younger Johnston oder James Young Johnson), der im Abspann nicht aufgeführte Regisseur und Drehbuchautor von White Fawn’s Devotion, wird als erster amerikanischer Ureinwohner, der Regisseur war, angesehen.  Seine Vorfahren gehörten den Nanticoke aus Delaware an. Young Deer wurde von den Pathé-Brüdern als Regisseur und Drehbuchautor engagiert und arbeitete mit seiner Frau und Schauspielerin Lillian St. Cyr, die auf der Bühne als Princess Red Wing bekannt war, zusammen. White Fawn’s Devotion ist einer von weniger als 10 erhaltenen Filmen von Young Deers über 100 Kurzfilmen.